# Konrad Szachnowski
Konrad Szachnowski (ur. 6 marca 1947 w Sanoku) – polski aktor, reżyser, dyrektor Teatru Miniatura w Gdańsku.

## Życiorys
W 1964 zdał egzamin dojrzałości w Liceum Ogólnokształcącym Męskim w Sanoku (w jego klasie byli m.in. Jan Skoczyński, Jerzy Tarnawski). Następnie studiował we Wrocławiu na wydziale lalkarskim PWST w Krakowie, który ukończył w 1970. W latach 1970–1978 był słuchaczem prestiżowo wtedy traktowanego Wydziału Reżyserii Dramatu (ze specjalizacją teatru lalek) Leningradzkiego Instytutu Teatru, Muzyki i Kinematografii. W latach 1970–1977 pracował jako aktor w Państwowym Teatrze im. Hansa Christiana Andersena w Lublinie. W 1979 po zrobieniu dyplomu w łódzkim Teatrze Pinokio przyjechał do Torunia, gdzie został kierownikiem artystyczny Teatru Baj Pomorski. Jego pomysł na teatr związany był z poszukiwaniem współczesnej formuły artystycznej przedstawień i nowatorskiej interpretacji teatralnej klasyki. Widział potrzebę tworzenia artystycznego teatru lalkowego dla dorosłych, czego doskonały przykład dał w Celestynie Fernando de Rojasa. Był inicjatorem teatru przy stoliku, czyli prób czytanych, które wspólnie realizowali aktorzy Baja i Teatru im. W. Horzycy. Po krótkim okresie w Baju przeniósł się do Teatru Miniatura w Gdańsku, gdzie w latach 1980–1982 był reżyserem, w latach 1982–1985 kierownikiem artystycznym, a od 1996 do 2011 dyrektorem naczelnym i artystycznym. 
Od 1992 do 1996 czytał serwisy informacyjne w Radiu Gdańsk. 
Członek Związku Artystów Scen Polskich, od 2006 wiceprzewodniczący Sekcji Teatrów Lalkowych.
Jest mężem Bogumiły Pasionek-Szachnowskiej, autorki tekstów piosenek, kierownika literackiego (1997–2009), konsultanta literackiego (2009–2014) Teatru Miniatura.

## Odznaczenia
- Złoty Medal „Zasłużony Kulturze Gloria Artis” (27 września 2023)[8]
- Srebrny Medal „Zasłużony Kulturze Gloria Artis” (7 stycznia 2010)[8][9]

## Nagrody
- wyróżnienie na VI Ogólnopolskim Festiwalu Teatrów Lalek w Opolu za rolę Prologusa w przedstawieniu Tryptyk staropolski Henryka Jurkowskiego w reżyserii Stanisława Ochmańskiego w Państwowym Teatrze Lalki i Aktora im. Hansa Christiana Andersena w Lublinie (1973)
- Nagroda Wydziału Kultury Urzędu Wojewódzkiego w Lublinie za całokształt dokonań aktorskich (1973)
- „Złota Kareta” - nagroda za reżyserię sztuki Złoty klucz Jana Ośnicy w plebiscycie toruńskich „Nowości” na najciekawszy spektakl (1978)
- Nagroda Prezydenta Miasta Łodzi oraz Pierwsza Nagroda na II Festiwalu Sztuk Rosyjskich i Radzieckich w Łodzi za reżyserię sztuki Iwan carski syn, szare wilczysko i inni Władimira Masłowa (1978)
- Nagroda Prezydenta Miasta Gdańska w Dziedzinie Kultury z okazji jubileuszu 60-lecia działalności Miejskiego Teatru Miniatura (2006)[10]
- Nagroda Prezydenta Miasta Gdańska w Dziedzinie Kultury z okazji jubileuszu 40-lecia pracy artystycznej (2010)[10]
- Nagroda HENRYK (2018)

Źródło:.